# برج ساعت نصرتیه

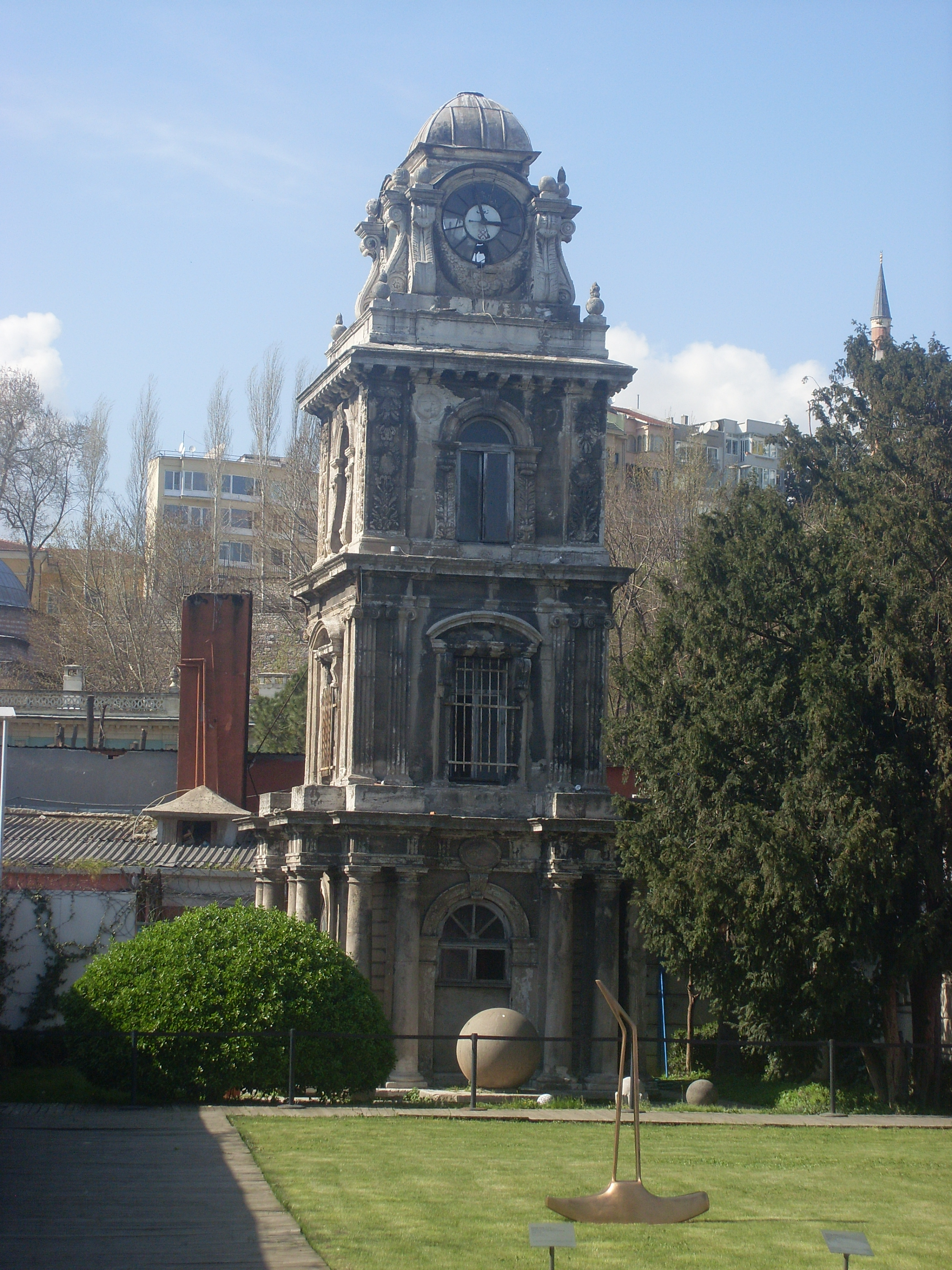

برج ساعت نصرتیه (ترکی استانبولی: Tophane Saat Kulesi) یا همان برج ساعت توپخانه، برج ساعتی است که در محله توپخانه واقع شده‌است، محله‌ای در منطقه بی‌اغلو استانبول در کنار مسجد نصرتیه و کیوسک توپخانه در ساحل اروپایی در تنگه بسفر. این بنا به دستور سلطان عثمانی عبدالمجید اول و توسط معمار گارابت آمیرا بالیان طراحی و در سال ۱۸۴۸ تکمیل شد.

## نگارخانه

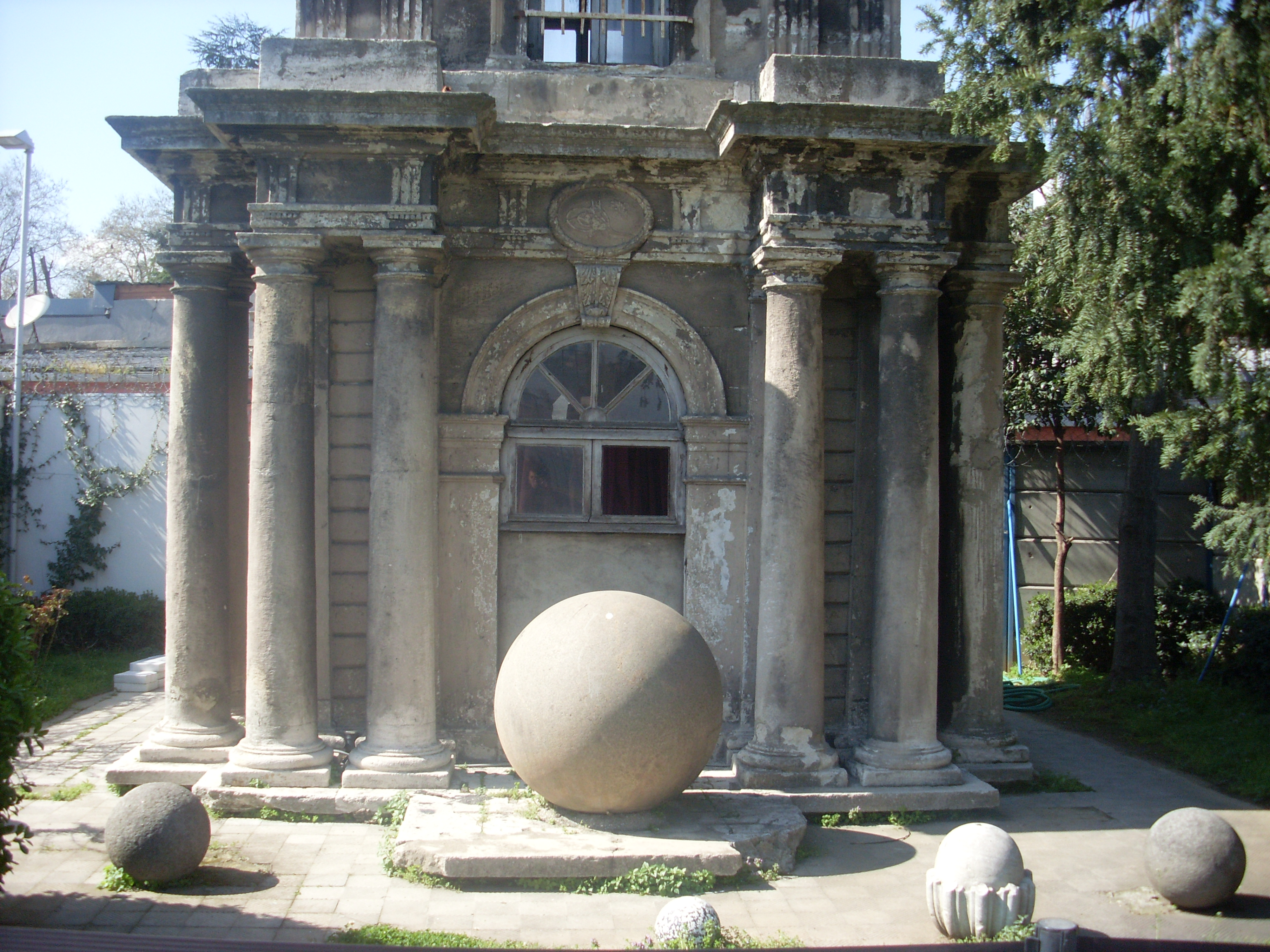
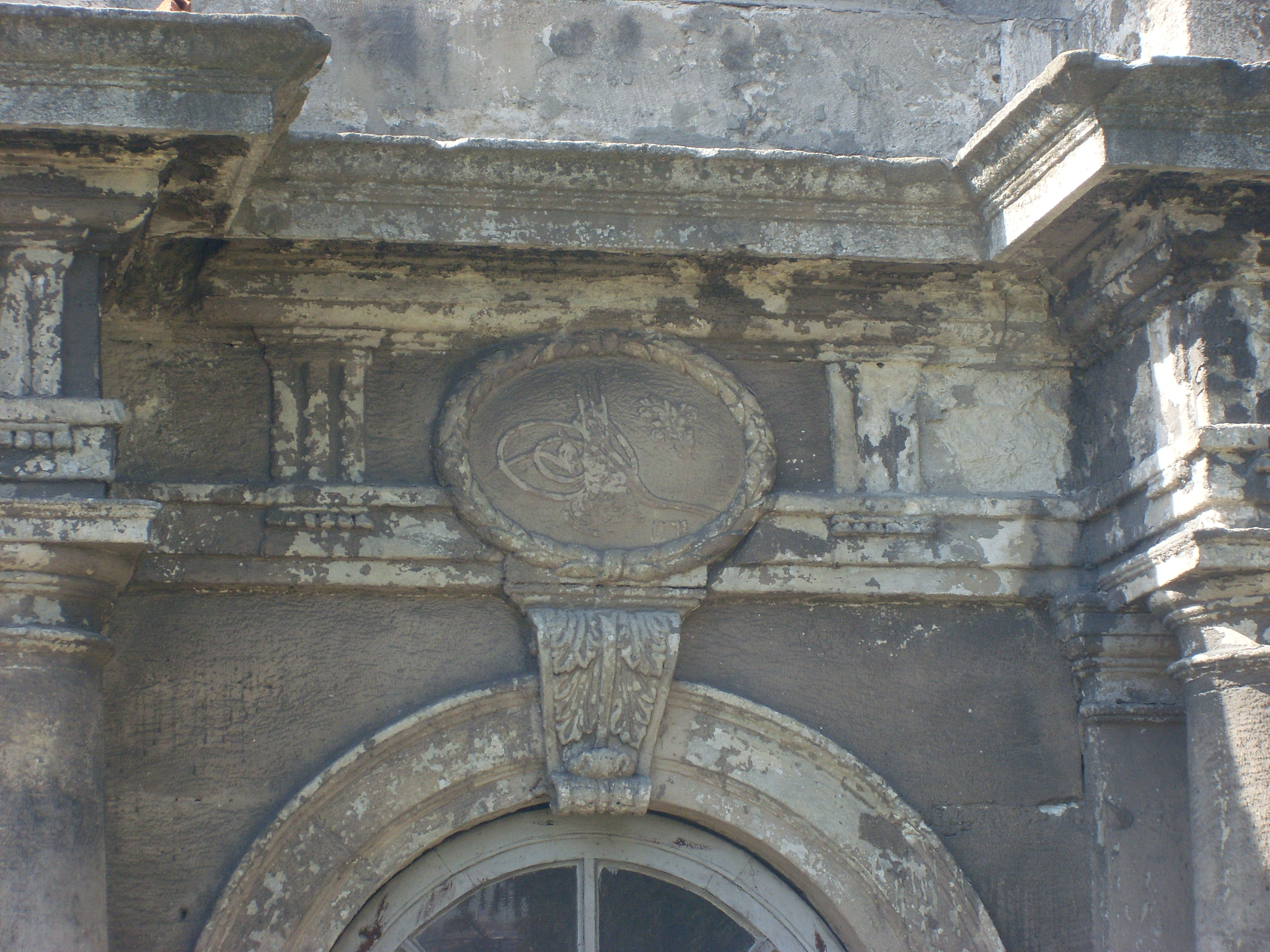
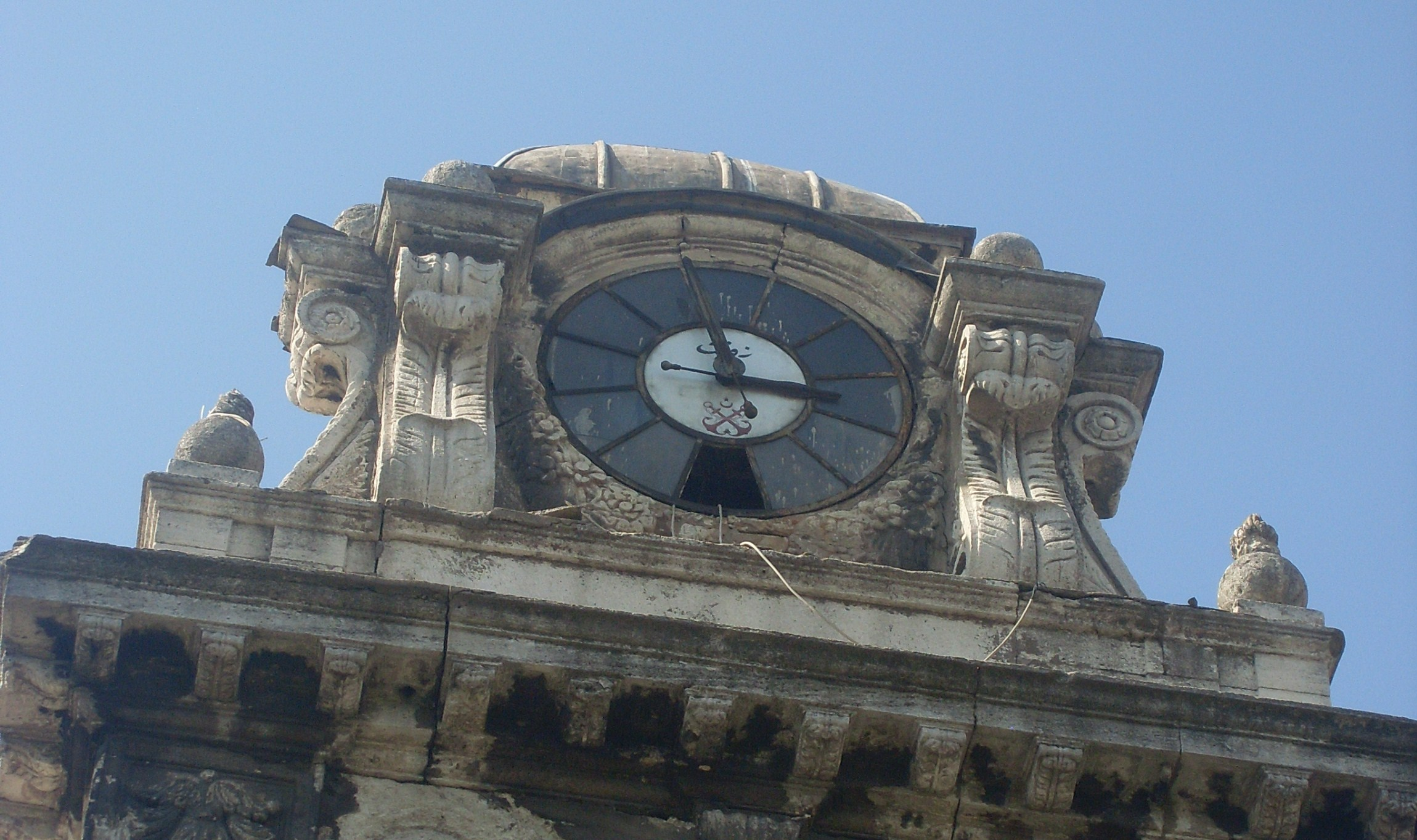
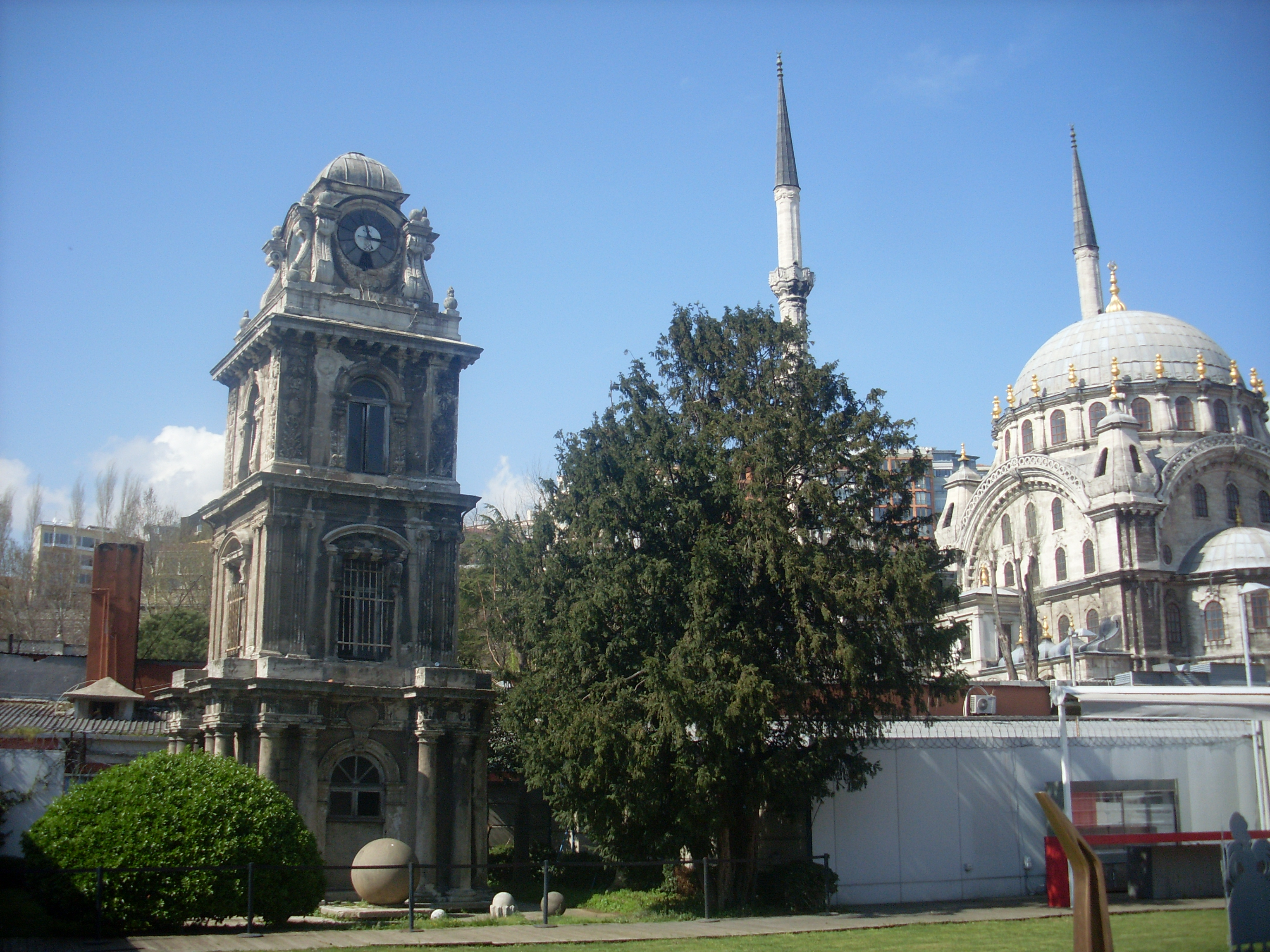
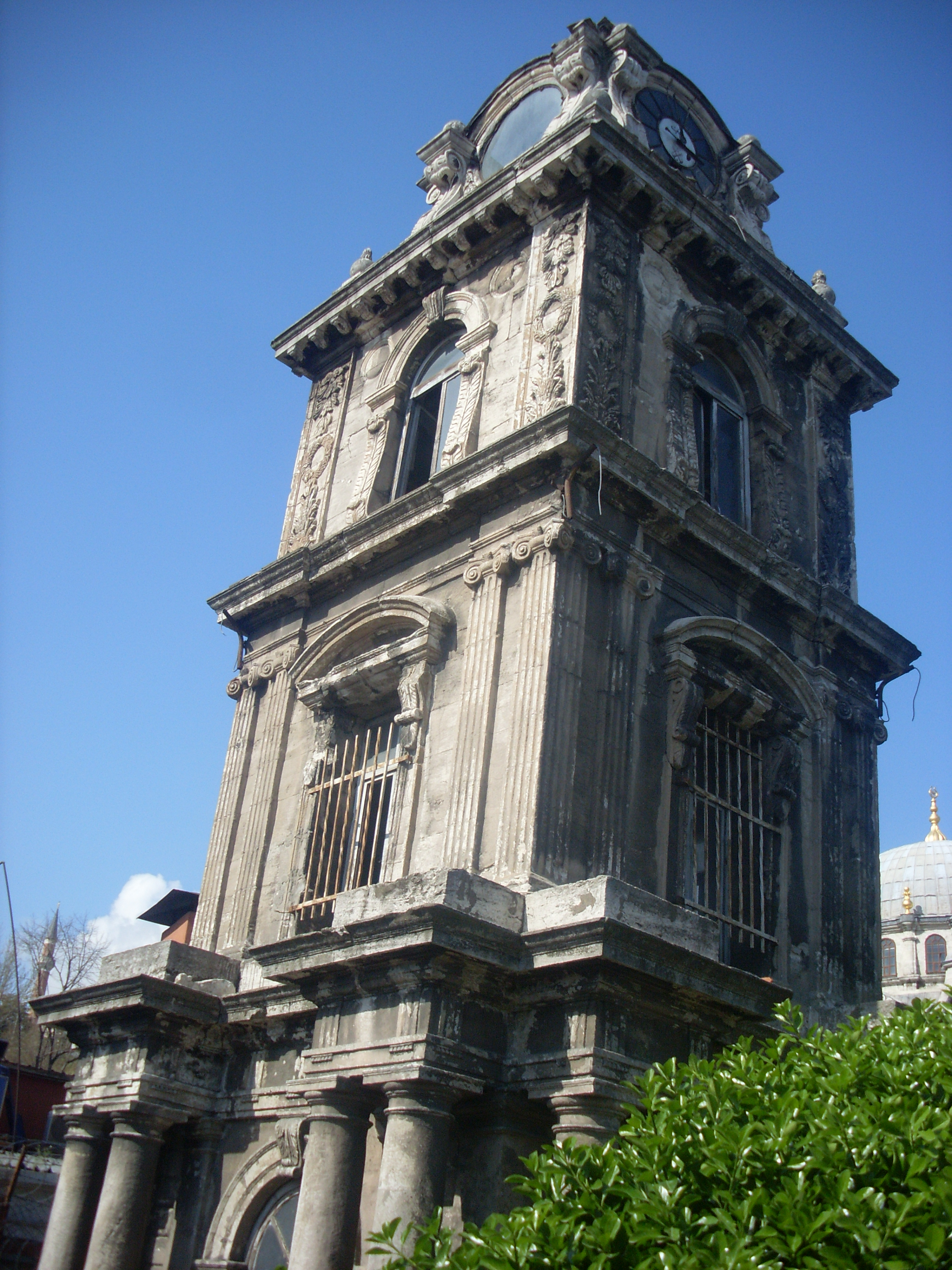
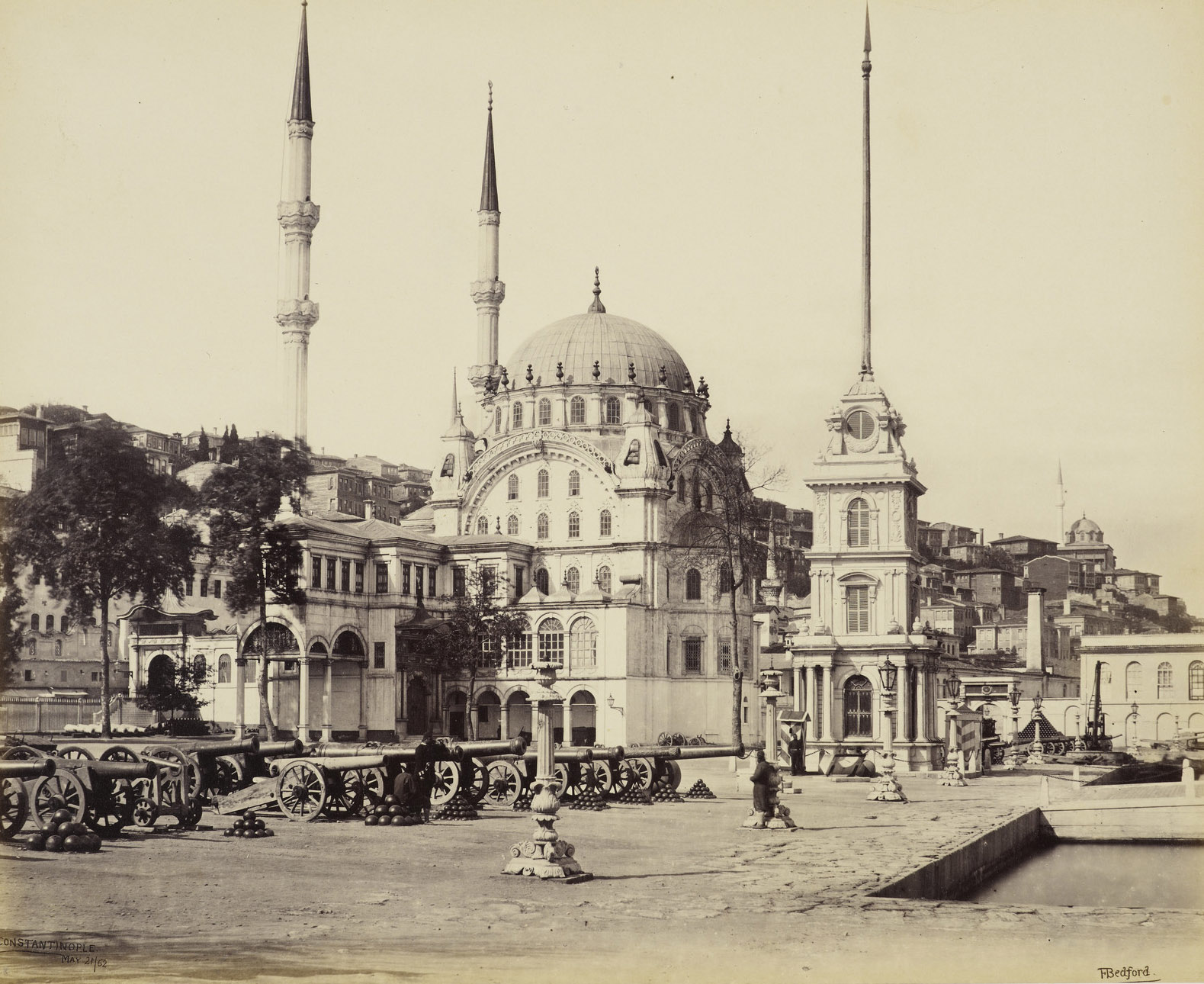